# A varázsszintetizátor
A varázsszintetizátor (The Power) a Parkműsor című rajzfilmsorozat 1a. része (az 1. évad 1a. epizódja). Először 2010. szeptember 6-án sugározták az Egyesült Államokban. Magyarországon a rész a Cartoon Networkön került bemutatásra 2011. november 26-án 19.50-kor.

## Cselekmény
|  | Alább a cselekmény részletei következnek! |

A rész kezdetén Mordecai és Rigby egy plüssbabával birkóznak. Rigby véletlenül lyukat üt a szoba falába. Mivel ha Benson meglátná, nagyon dühös lenne, eszükbe jut, hogyha megjavítják, nem lehet belőle baj. Ám ehhez szükségük van pénzre. Rigbynek eszébe jut, hogy nemrég ellopott egy varázsszintetizátort egy, a pisilő varázslótól, és a hangszer talán segíthet rábírni Bensont, hogy adjon fizetésemelést. Rigby bemutatja Mordecainak a szerzeményt. Ezután elnevezik „Hatalom”-nak. A szó belevésődik a hangszerbe. Felfedezik, hogy a szintetizátor kívánságokat is teljesít. Mordecai és Rigby betanul egy koreográfiát, amellyel meg szeretnék győzni Bensont a fizetésemelésről. Először Popson próbálják ki, akinek nagyon tetszik, és ad egy-egy nyalókát. Bensont sikerült rávenni és adott negyven dollárt. Skipsnek nem tetszett, és Rigby véletlenül a Holdra kívánja őt. A többiek elindulnak a szintetizátor segítségével a Holdra, ahol egy szörny fogadja őket, aki Skipst üldözi. A szörnyet előzőleg Rigby küldte a Holdra. Rigby „tacslizással” eltereli a szörny figyelmét. Végül sikerül megmenekülniük és a lyukas falú szobába érkeznek. Skips bosszúból összetöri a varázshangszert. A szoba fala leomlik, de a lyuk körül megmarad a fal, így még mindig látható a lyuk. Mordecai egy plakáttal eltakarja a lyukat.
|  | Itt a vége a cselekmény részletezésének! |